# Geschwaderkommodore
Geschwaderkommodore era un puesto (mando, cargo o empleo) de la Luftwaffe (no es un rango militar). Un Geschwaderkommodore es el jefe o comandante de un Geschwader (ala de cazas). Normalmente, en la Luftwaffe un Geschwaderkommodore tenía el rango de teniente coronel o coronel.
Las unidades de cazas de la Luftwaffe estaban organizadas de la siguiente manera:
- Geschwader (Ala de cazas) comandada por un Geschwaderkommodore (jefe de ala), integrada por varios
  - Gruppe (Grupo) bajo el mando de un Gruppenkommandeur (jefe de grupo), integrado por varios
    - Staffel (Escuadrón) al mando de un Staffelkapitän (jefe de escuadrón).[1]